# Restauração Comnena
Restauração Comnena é o termo utilizado por historiadores para descrever a recuperação militar, financeira e territorial do Império Bizantino sob a dinastia comnena, da ascensão de Aleixo I Comneno em 1081 até a morte de Andrônico I Comneno em 1185. No começo do reinado de Aleixo I (1081), o império estava ainda sob o efeito da derrota frente os turcos seljúcidas na Batalha de Manzicerta em 1071. Pairava também a ameaça dos normandos de Roberto Guiscardo, que estavam invadindo os Bálcãs a partir de sua base no sul da Itália. E tudo isso numa época em que as forças militares imperiais estavam desorganizadas e cada vez mais dependentes de soldados mercenários; os imperadores anteriores também esgotaram o tesouro bizantino, o que significava que as defesas do Império estavam enfraquecidas e havia poucas tropas para reforçá-las.
Ainda assim, por 104 anos, da ascensão de Aleixo até a morte de Andrônico, os Comnenos conseguiram reafirmar a preeminência bizantina na região do Mediterrâneo, tanto militar quanto culturalmente. Durante este período, houve um florescimento das relações do oriente bizantino com a Europa ocidental, exemplificada pelo apoio que Aleixo e os imperadores seguintes deram para os cruzados (na realidade, Aleixo foi instrumental para que a Primeira Cruzada fosse organizada). Esta foi uma era caracterizada pela reestruturação do exército bizantino, de uma força fragmentada e desorganizada em uma máquina de guerra competente e eficiente, que ficou conhecida como "exército bizantino comneno". A Restauração Comnena representou o ápice final da história de mil anos do Império Bizantino, pois o Império rapidamente se desintegrou após a morte do último imperador da dinastia comnena, Andrônico I, em 1185.

## Antes dos Comnenos
Nas décadas antes dos Comnenos, o Império Bizantino em franco declínio, que foi piorado por uma sequência de imperadores fracos que desperdiçaram as riquezas e o ouro do Império e negligenciaram a organização militar. A possessões imperiais no sul da Itália foram finalmente perdidas para os normandos de Roberto Guiscardo e seu filho, Boemundo de Tarento, que rapidamente miraram suas ambições nas províncias bizantinas nos Bálcãs, já sob controle precário de Constantinopla e prontas para serem pilhadas. Enquanto isso, no front anatólio, as defesas nas fronteiras bizantinas foram se enfraquecendo à medida que sucessivos imperadores desmantelavam os exércitos regulares da região para poupar dinheiro. Ao invés de um exército profissional, eles confiavam em mercenários e em alistados já idosos para defender a fronteira. O imperador Romano IV Diógenes tentou reafirmar a dominância bizantina na Anatólia, mas ele foi surpreendentemente derrotado e capturado na Batalha de Manzicerta (1071) pelo sultão seljúcida Alparslano, um momento seminal na história bizantina. Após sua captura, o império caiu numa guerra civil conforme diferentes facções disputavam o poder na capital. Como consequência, a maior parte da Anatólia foi invadida pelos seljúcidas e as forças militares imperiais se evaporaram conforme os turcos avançavam e os soldados abandonavam suas posições defensivas.

## Aleixo I(r.1081–1118)
O reino de Aleixo I Comneno é bem documentado por conta da sobrevivência da "Alexíada", escrita por sua filha Ana Comnena, que detalha todos os eventos do seu reinado, ainda que com um viés favorável a Aleixo. Ao ascender ao trono, Aleixo herdou um império muito enfraquecido que foi imediatamente ameaçada por uma séria invasão dos normandos vindos do sul da Itália. Eles se aproveitaram da deposição do imperador anterior, Miguel VII Ducas, como casus belli para invadir os Bálcãs. Aleixo não dispunha de um exército poderoso o suficiente para resistir aos primeiros movimentos da invasão e sofreu uma grave derrota na Batalha de Dirráquio (1081), que permitiu que Roberto e seu filho Boemundo ocupassem quase toda a região balcânica.
Após esta vitória, os normandos tomaram Dirráquio em fevereiro de 1082 e avançaram, capturando quase toda a Macedônia e a Tessália. Roberto foi então forçado a deixar a Grécia para lidar com um ataque ao seu aliado, o papa, pelo sacro imperador romano-germânico, Henrique IV, e deixou Boemundo encarregado do exército. Inicialmente, Boemundo teve sucesso, derrotando Aleixo em diversas batalhas, mas ele foi finalmente derrotado pelo imperador em Lárissa. Forçado a recuar, Boemundo perdeu todo o território que havia sido conquistado pelos normandos na campanha. Esta vitória marcou o início da Restauração Comnena.
Logo após a morte de Roberto em 1185, os pechenegues, um povo nômade do norte do Danúbio, invadiu o Império Bizantino com uma força de 80 000 soldados. Percebendo que não seria capaz de derrotá-los por meios convencionais, Aleixo se aliou com outro grupo de nômades, os cumanos, o que resultou na aniquilação da horda pechenegue na Batalha de Levúnio em 28 de abril de 1091.
Logo depois disto, Aleixo I começou o que foi, provavelmente, o seu ato mais importante como imperador: ele pediu ajuda ao papa Urbano II para combater os muçulmanos da Anatólia e do Levante. O objetivo principal do imperador era recuperar a Síria e outras regiões que haviam sido parte do Império Bizantino nos séculos anteriores. Ele conseguiu reunir o apoio da Europa ocidental e um enorme contingente de cruzados comandados por Godofredo de Bulhão (entre outros nobres europeus) partiram da Europa e viajaram através da Anatólia até chegarem às portas de Jerusalém. Mesmo que as relações entre os cruzados e os bizantinos não sendo sempre cordiais, a coordenação entre os dois exércitos foi fundamental para capturar muitas cidades importantes na Ásia Menor e, eventualmente, Jerusalém. Entre 1097 e 1101, Aleixo conseguiu reaver Niceia, Rodes, Éfeso e fez de Antioquia um estado vassalo. Foi a maior extensão territorial do Império em mais de três séculos.
Para conseguir estas importantes vitórias militares, porém, Aleixo teve que se valer de medidas drásticas para conseguir manter as finanças imperiais em ordem diante de tantas expedições militares. Ele o fez derretendo muitos artefatos religiosos e vendendo terras da Igreja, além de criar um alistamento compulsório para conseguir os soldados necessários. Tudo isso diminuiu sua popularidade, mas ainda assim ele havia conseguido ressuscitar o Império Bizantino quando morreu em 1118.

## João II Comneno(r.1118–1143)
João II Comneno deu continuidade aos sucessos militares de Aleixo e ficou conhecido por todo o reino como um comandante gentil e cauteloso, que nunca arriscava as forças bizantinas em batalhas acirradas que pudessem resultar em grandes catástrofes. Ao invés disso, ele metodicamente retomou fortalezas por toda a Anatólia durante seu reinado. O progresso foi lento e gradual, porém, pois os turcos da região eram poderosos e as forças bizantinas ainda não haviam recuperado o poder de outrora. Mesmo assim, João progrediu firmemente por todo o seu reinado no front anatólio, eventualmente conquistando uma estrada que chegasse ao Principado de Antioquia, o que lhe permitiu vigiar os príncipes cruzados que o governavam.
No front dos Bálcãs, João conseguiu uma decisiva vitória sobre os pechenegues na Batalha de Beroia em 1122. Esta vitória foi tão decisiva que, depois dela, os pechenegues deixaram de ser um povo independente e desapareceram da maior parte dos registros históricos. Por conta das contínuas vitórias militares, o Império Bizantino conseguiu se manter seguro e seus domínios começaram a prosperar e crescer.
Nesta época, João também reorganizou o exército bizantino, transformando-o numa força de guerra profissional e não apenas uma colcha de retalhos de forças locais. Ele criou a guarda varangiana, um tropa de elite composta de mercenários rus' e eslavos, e acrescentou um grande componente de cavalaria ao exército (particularmente os famosos catafractários da Macedônia), que permitiu que os bizantinos conseguissem lutar de forma mais efetiva contra os turcos, mais móveis e ágeis. Porém, João morreu subitamente em 1143, provavelmente ferido por uma flecha envenenada, atirada por um soldado cruzado que não queria o sucesso do imperador e nem forças bizantinas ameaçando os territórios e a soberania dos cruzados. Sua morte repentina impediu os bizantinos de continuar as suas conquistas na Anatólia e o historiador Zoe Oldenbourg acredita que, se João tivesse vivido mais uns poucos anos, ganhos territoriais muito maiores teriam sido feitos pelos bizantinos.

## Manuel Comneno(r.1143–1180)
Embora Manuel I Comneno fosse o mais jovem dos quatro filhos de João, ele foi escolhido para suceder ao pai por causa de sua habilidade em ouvir conselhos e aprender com seus erros (ou, pelo menos, era isso que acreditava João). Ele continuou a Restauração Comnena de forma admirável, particularmente nos Bálcãs, onde ele consolidou as possessões bizantinas e infligiu uma decisiva derrota ao Reino da Hungria em 1167 na Batalha de Sirmio. Com esta vitória, os húngaros se tornaram vassalos do Império e, de acordo com o historiador bizantinista Paulo Magdalino, o controle bizantino sobre a região era o mais efetivo desde o final da Antiguidade.
Além disso, Manuel iniciou conversas com as potências ocidentais pois ele era um amante de todas as coisas vindas da Europa ocidental, chegando a organizar competições de justa. Por causa disso, ele reforçou os laços diplomáticos com o ocidente, criando alianças com o papa e com os cruzados de Ultramar, além de lidar com sucesso com a problemática Segunda Cruzada que passou pelas terras imperiais. Por outro lado, os europeus também o tinham em grande estima e ele foi descrito pelo historiador latino Guilherme de Tiro como "amado por Deus... um homem de grande alma e incomparável energia", ressaltando a boa-fé que ele conseguiu junto às antes hostis potências europeias. De fato, de todos os imperadores bizantinos, diz-se que Manuel foi o que chegou mais perto de conseguir remediar o cisma que durava séculos entre as igrejas cristãs do oriente e do ocidente (o chamado "Grande Cisma"), embora ele jamais tenha conseguido de fato fazê-lo e o cisma permaneça vigorando até os dias de hoje.
Mas, na Anatólia, os sucessos de Manuel foram mais suspeitos e seu reinado foi marcado pela derrota na Batalha de Miriocéfalo em 1176, novamente pelas mãos dos turcos seljúcidas. Os historiadores há muito debatem a importância desta derrota, com alguns chamando-a de uma inequívoca catástrofe enquanto que outros dizem que imperador teria emergido dela com a maior parte de seu exército intacta. Todos concordam, porém, que era de invencibilidade comnena terminou ali e o Império jamais recuperaria a iniciativa na Anatólia, uma premonição sobre seu futuro enfraquecimento. Independente de qual é a história verdadeira, é claro que após Miriocéfalo, os avanços bizantinos na região foram para sempre interrompidos e tudo o que eles puderam fazer foi manter o status quo daí pra frente.

## Andrônico I e o final da Restauração Comnena
Com a morte de Manuel em 1180, o Império Bizantino mais uma vez mergulhou numa crise sucessória por que o filho do imperador falecido, Aleixo II Comneno, era menor de idade e o Império foi governando por uma regência liderada pela imperatriz Maria. Ela foi rapidamente deposta por uma série de revoltas e, no seu lugar, Andrônico I Comneno se tornou imperador. Ele era conhecido por sua incrível crueldade e geralmente se valia de grandes atos de violência para obrigar que suas ordens fossem seguidas, o que atraiu para si pouca simpatia da população. Embora Andrônico tenha trabalhado incessantemente para livrar o império da corrupção, sua "mão pesada" contra a aristocracia eventualmente levou à dissensão e ele terminou deposto em 1185. Sua morte terminou com o governo dos Comnenos e iniciou a derrocada final do império, que finalmente sucumbiria frente os turcos otomanos em 1453.
De igual importância foi sua incapacidade de evitar o "Massacre dos Latinos" em Constantinopla em 1182, quando dezenas de milhares de mercadores europeus foram massacrados por uma horda incendiada com um fervor xenofóbico. Este evento contribuiu para fomentar a desunião entre o oriente e o ocidente que culminaria no saque de Constantinopla pelos membros da Quarta Cruzada em 1204.
Com a morte de Andrônico, o renascimento dos Comnenos, que durava um século, terminou e o Império mergulhou numa guerra civil à medida que a aristocracia e a elite militar se agarravam ao trono. Esta desorganização enfraqueceu as forças militares e permitiu aos turcos a reconquista da maior parte do território perdido na Anatólia. No espaço de duas décadas, Constantinopla seria, pela primeira vez em sua história de mais de mil anos, conquistada por uma força estrangeira (o chamado Império Latino). O declínio do Império Bizantino começou quase que imediatamente pois, sem os poderosos imperadores Comnenos, os problemas anteriores retornaram, tanto os financeiros quanto os militares, e, desta vez, de forma clara e irreversível.